# Markgrafneusiedl
Markgrafneusiedl este o comună (gemeinde) situată în partea de nord-est a Austriei, în landul Austria Inferioară.